# Vejle Tekniske Gymnasium
Vejle Tekniske Gymnasium er et teknisk gymnasium, der blev startet i 1991. Dengang bestod htx-uddannelsen i Vejle af én klasse – i dag huser gymnasiet over 350 elever med 8 studieretninger at vælge imellem.

## Gymnasiets historie
Allerede i 1982 kom htx (højere teknisk eksamen) på det danske uddannelseskort som en forsøgsordning. Ni år senere fik Vejle den dengang 2-årige uddannelse, som blev tilbudt som en overbygning på grunduddannelsen på Vejle Tekniske Skole. Fra 1996 blev det en selvstændig tre-årig gymnasial uddannelse med særlig fokus på naturvidenskab, teknologi og kommunikation.
Vejle Tekniske Skole fusionerede med Odense Tekniske Skole i 2008. I forbindelse med fusionen blev også navnet ændret, og skolen kom til at hedde Syddansk Erhvervsskole, Vejle afdelingen.
Vejle Tekniske Gymnasium og Odense Tekniske Gymnasium er i dag begge en del af Syddansk Erhvervsskole.

## Skolens bygninger og arkitektur
Vejle Tekniske Gymnasium holder til i Vejle Tekniske Skoles oprindelige bygninger i Strandgade 3, Vejle. De ældste bygninger er fra 1896, hvilket bl.a. ses af de rigt ornamenterede buehvælv i stilen skønvirke.
Huset er løbende blevet renoveret og tilpasset nye behov – både i 2008 hvor nye fysiklokaler blev indviet for at give plads til flere elever og nye undervisningsformer og senest i 2013 med henholdsvis en udvidelse af kantinen og et science lab på 1000 m2.

## Studieretninger
Vejle Tekniske Gymnasium tilbyder en tre-årig ungdomsuddannelse med fokus på naturvidenskab, teknologi og kommunikation, som er omsat til følgende studieretninger:
- Biotech (med Matematik A og Bioteknologi A)
- Biotech & Idræt (med Bioteknologi A og Idræt B)
- Biotech & Samfund (med Bioteknologi A og Samfundsfag B)
- Design & Kommunikation/IT (med Kommunikation/IT A og Design B)
- Kommunikation/IT & Programmering (med Kommunikation/IT A og Programmering B)
- InfoScience (med Matematik A og Informatik B)
- Produktudvikling og design (med Teknologi A, Design B)
- Science (med Matematik A, Fysik A)

Profil-fagene teknologi og teknikfag er særegne for htx-uddannelsen. I disse fag er en stor del af undervisningen tilrettelagt som projekter, hvor der både arbejdes teoretisk og praktisk med tekniske og naturvidenskabelige problemstillinger – emnerne kan f.eks. være ”bæredygtig udvikling”, ”byen” eller ”forsyning”.
En stor del af de studerende fra htx-uddannelsen fortsætter på en teknisk eller naturvidenskabelig videregående uddannelse, men uddannelsen er generelt adgangsgivende – f.eks. til humanistiske uddannelser, biblioteksskoler og seminarier.
Vejle Tekniske Gymnasium har oplevet en betydelig elevfremgang de seneste år. Således er antallet af ansøgere fordoblet fra år 2004 til år 2008, hvor antallet gik fra 68 til 137 unge. I år 2009 har 133 elever fra folke- og privatskolen søgt om optagelse på Vejle Tekniske Skole.
Fremgangen er generel for htx-uddannelsen.

## Underviserne
Vejle Tekniske Gymnasium har 28 fastansatte lærere samt 4 årsvikarer/timelærere. Lærestaben er kendetegnet ved stor diversitet i uddannelses- og erfaringsbaggrund. Hovedparten er uddannet fra teknika eller universiteter og en del har også hentet arbejdserfaring i erhvervslivet, inden de blev undervisere.

## Rektorer
- Hans Simonsen: (1991-1993)
- Peter Michael Kjærgaard (1993-2008)
- Johnny Grauballe Nielsen (2008-2018)
- Steen Ullum (2018-2019)[2]
- Jørgen Lassen (2019-)[3]

## Science-konkurrencer
Elever fra Vejle Tekniske Gymnasium deltager aktivt i en række konkurrencer – ofte med projekter lavet i undervisningen på htx-uddannelsen.
I løbet af de sidste fem år er Vejle Tekniske Gymnasium det mest vindende gymnasium i konkurrencen Unge forskere og opfindere.[kilde mangler]
- I 2005 og 2008 vandt det tekniske gymnasium i Vejle således titlen,”Årets skole” fordi det deltog med flest vindende projekter i konkurrencen.
- I 2007 og 2009 vandt hhv. Dorte Lind Damkjær og Birgit Urth Andersen titlen som ”Årets lærer”.
- Og i marts 2009 vandt eleverne Hanne Binder, Jesper Lykke Rasmussen og Rasmus Hilbert Jensen en 2. plads i katagorien "Unge Forskere gør Danmark grønnere" og sikrede sig samtidig retten til at deltage i miljø- og klimakonkurren "I-SWEEP 2009" i Houston i Texas, i dagene 15.-20. april 2009. I USA vandt htx-eleverne fra Vejle både en guldmedalje og en sølvmedalje i kategorien "energy".

Elever fra Vejle Tekniske Gymnasium deltager også i matematikkonkurrencen Georg Mohr, fysik-og kemi-konkurrencen Science Cup, forskerkonkurrencen Forskerspirer, samt iværsætter-konkurrencen Young Enterprise.
Således vandt gymnasiet regionsfinalen i Science Cup i foråret 2008 – og i 2007 blev det til et Danmarksmesterskab i opfinderkonkurrencen Young Enterprise.
Desuden vandt Peter Møller Skjødt, Ulrik Glassow Tingleff, Julie Roland og Bianca Lauridsen i foråret 2009 regionsfinalen i Science Cup med projektet SenseTraffic. Gruppen deltog senere i landsfinalen i Science Cup. Med samme projekt vandt gruppen også en pris i iværksætter-konkurrencen Young Enterprise.